# モンテビデオ県
モンテビデオ県（モンテビデオけん、西: Departamento de Montevideo）は、ウルグアイの県。県都は首都でもあるモンテビデオ。ウルグアイの県の中で最も面積が小さいが、最も人口の多い県である。
県の大部分をモンテビデオが占め、県境に小さな町が存在し周りを囲んでいる。

## 人口動態
2011年の国勢調査によると、人口は1,319,108人、世帯数は520,538世帯である。

## 隣接する県
- サン・ホセ県
- カネロネス県